# 莫内斯捷梅利讷
莫内斯捷梅利讷（法語：Monestier-Merlines，法語發音：[mɔnɛstje mɛʁlin]）是法国科雷兹省的一个市镇，属于于塞勒区。

## 地理
莫内斯捷梅利讷（45°39'35"N, 2°29'55"E）面积9.48 平方千米，位于法国新阿基坦大区科雷兹省，该省份为法国中南部省份，北起上维埃纳省和克勒兹省，西接多爾多涅省，南至洛特省，东临多姆山省和康塔爾省。
与莫内斯捷梅利讷接壤的市镇（或旧市镇、城区）包括：埃居朗德、费镇 (科雷兹省)、梅利讷、拉斯蒂克堡、默塞。

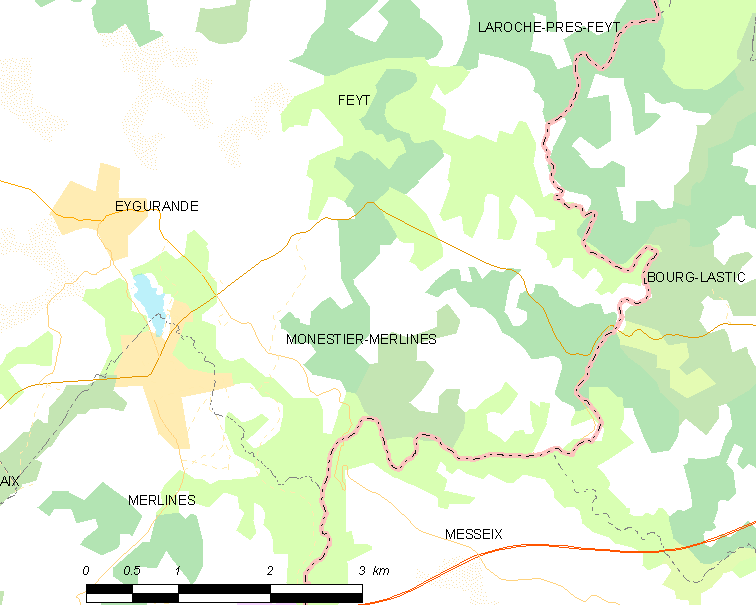
莫内斯捷梅利讷的OSM定位图

莫内斯捷梅利讷的时区为UTC+01:00、UTC+02:00（夏令时）。

## 行政
莫内斯捷梅利讷的邮政编码为19340，INSEE市镇编码为19141。

## 政治
莫内斯捷梅利讷所属的省级选区为于塞勒县。

## 人口

1962-2008年间莫内斯捷梅利讷人口变化图示

莫内斯捷梅利讷于2022年1月1日时的人口数量为292人。